# Calicium victorianum
Calicium victorianum är en lavart. Calicium victorianum ingår i släktet Calicium och familjen Caliciaceae.

## Underarter
Arten delas in i följande underarter:
- victorianum
- desidiosum